# Abalá
Abalá é um nome comum a dois tipos de comidas rituais votivas, inerentes aos orixás Obá, Xangô e Ieuá, quando feita de massa de milho verde, ou da massa de carimã votiva ao orixá nanã. Este alimento ritual é muito apreciado pelo povo do santo e pela maioria dos nordestinos e chamado popularmente de pamonha de milho verde e pamonha de carimã. Embora a palavra abalá seja descrito no dicionário Aurélio como o mesmo que abará, todavia pela primeira vez Raul Lody refere-se a esta iguaria feita com massa de milho verde.

## diferença
- Abalá de milho O milho verde é ralado e à massa resultante é misturada ao leite de coco com parte do bagaço, sal e açúcar. Esta massa é colocada em "palha" da própria casca do milho, atados nas extremidades. As pamonhas são submetidas a cozimento submersas em água fervente por um período de 15 minutos.

- Abalá de carimã O aipim previamente descascado é submergido por um período de quatro dias para obter uma massa chamada de carimã, misturada ao leite de coco com parte do bagaço, sal e açúcar. Esta massa é colocada em "palha de aguedé" (bananeira), atados nas extremidades. As pamonhas são submetidas a cozimento submersas em água fervente por um período de 25 minutos.